# Морон (муниципалитет)
Муниципалитет Морон  (исп. Partido de Morón) — муниципалитет в Аргентине в составе провинции Буэнос-Айрес.
Территория — 56 км². Население — 321109 человек. Плотность населения — 5733,93 чел./км².
Административный центр — Морон.

## География
Департамент расположен на северо-востоке провинции Буэнос-Айрес.
Департамент граничит:
- на севере — с муниципалитетом Херлингем
- на северо-востоке — с муниципалитетом 3 Февраля
- на юго-востоке — с муниципалитетом Ла-Матанса
- на юго-западе — с муниципалитетом Мерло
- на западе — с муниципалитетом Итусайнго

## Важнейшие населенные пункты[2]
| № | Населённый пункт | Населённый пункт (исп.) | Категория   | Население чел. (2010) | На карте                        |
| - | ---------------- | ----------------------- | ----------- | --------------------- | ------------------------------- |
| 1 | Морон            | Morón                   | агломерация | 321109                | 34°39′05″ ю. ш. 58°37′17″ з. д. |

#### Агломерация Морон
- входит в агломерацию Большой Буэнос-Айрес

| № | Населённый пункт | Населённый пункт (исп.) | Категория | Население чел. (2001) | На карте                        |
| - | ---------------- | ----------------------- | --------- | --------------------- | ------------------------------- |
| 1 | Морон            | Morón                   | город     | 122642                | 34°39′05″ ю. ш. 58°37′17″ з. д. |
| 2 | Кастелар         | Castelar                | город     | 107786                | 34°39′23″ ю. ш. 58°38′38″ з. д. |
| 3 | Эль-Паломар      | El Palomar              | город     | 59031                 | 34°37′19″ ю. ш. 58°35′45″ з. д. |
| 4 | Аэдо             | Haedo                   | город     | 37745                 | 34°38′37″ ю. ш. 58°35′44″ з. д. |
| 5 | Вилья-Сармьенто  | Villa Sarmiento         | город     | 17481                 | 34°38′08″ ю. ш. 58°34′18″ з. д. |